# Apáti István
Apáti István (Csenger, 1978. március 23. –) magyar jogász, politikus, országgyűlési képviselő. A 2010. évi országgyűlési választásokon a Jobbik Magyarországért Mozgalom országos listájáról szerzett mandátumot. 2016-ig, majd 2018-ban a párt alelnöke. 2018. októberben kilépett a Jobbikból és a Jobbik frakcióból, ezáltal független országgyűlési képviselő lett. 2018. novembertől a Mi Hazánk Mozgalom képviselői csoportjának tagja. 2020-tól a Mi Hazánk Mozgalom alelnöke, 2022-től a Mi Hazánk Mozgalom országgyűlési frakcióvezető-helyettese és az Országgyűlés Vállalkozásfejlesztési bizottságának elnöke.

## Élete
1978. március 23-án született a Szabolcs-Szatmár megyei Csengeren. Szülei a mezőgazdaságban dolgoznak. Két testvére van: húga főiskolai tanulmányait végzi, míg öccse egyetemi tanársegédként tevékenykedik.
Szülővárosában elvégzett általános- és középiskolai tanulmányait követően, 1996-ban a Miskolci Egyetem Állam- és Jogtudományi Karának jogász szakára nyert felvételt, ahol 2001-ben summa cum laude minősítésű diplomát szerzett.
Miután lediplomázott, egy évig ügyvédjelölti gyakorlatot folytatott, majd Szabadszálláson és a Nyíregyházi Hadkiegészítő Parancsnokságon (2003 márciusa és szeptembere között) letöltötte a fegyveres sorkatonai szolgálatot.
2003 szeptemberében Kocsord Község Önkormányzatánál fogalmazói beosztásban kezdte meg munkáját. 2004-ben a helyi képviselő-testület aljegyzővé, majd 2008-ban jegyzővé választotta. Az itt eltöltött évei alatt megismerte az önkormányzatok működését. A közigazgatási szakvizsga követelményrendszerét kiváló szinten teljesítette, valamint közbeszerzési referens bizonyítvánnyal is rendelkezik.

## Politikai tevékenysége
Egyetemi évei alatt a Jobboldali Ifjúsági Közösség aktív szervezője és résztvevője volt.
2005 és 2018 között a Jobbik Magyarországért Mozgalom tagja. Tagja volt a párt Jogi és az Önkormányzati Kabinetjének.
A 2010-es országgyűlési választásokon a Jobbik országos listáján szerzett mandátumot a magyar Országgyűlésbe, és 2018-ig a Jobbik frakció tagja. 2010 és 2014 között az Önkormányzati és területfejlesztési bizottság alelnöke, 2014 és 2018 között pedig a Törvényalkotási és a Igazságügyi bizottságok, továbbá 2018-ban rövid ideig a Igazságügyi és a Mezőgazdasági bizottságok tagja. 2010-11-ben tagja volt az Alkotmány-előkészítő eseti bizottságnak is.
Legfőbb célja a munkahelyteremtés, az etnikai feszültségek és a bűnözés valamennyi formájának megszüntetése, valamint a magyar gazdák és vállalkozók képviselete.
2018. október 8-án kilépett a Jobbikból és a Jobbik frakciójából, de független képviselőként tagja maradt az Országgyűlésnek. 2018. november 10-én Dúró Dóra, Volner János és Fülöp Erik független képviselőkkel közösen megalakították a Mi Hazánk Mozgalom – frakciónak akkor még nem minősülő – képviselői csoportját.
A Mi Hazánk Mozgalom 2020. augusztus 22-én tartott tisztújító kongresszusán a párt alelnökévé választották.
A 2022-es magyarországi országgyűlési választáson a Mi Hazánk Mozgalom országos listájának 3. helyéről ismét országgyűlési képviselői mandátumot szerzett.
2022. április 27-én megalakult a Mi Hazánk országgyűlési képviselőcsoportja, amelyben frakcióvezető-helyettessé választották.
Az Országgyűlés a 2022. május 2-i alakuló ülésén a Vállalkozásfejlesztési Bizottság elnökévé választotta meg.

## Magánélete
A banki szférában dolgozó feleségével egy kislányuk (2014) van. Hobbija a sportolás, kirándulás és az utazás.